# Родезия на летних Олимпийских играх 1960
Родезия принимала участие в летних Олимпийских играх 1960 года в Риме (Италия) после тридцатидвухлетнего перерыва, во второй раз за свою историю, но не завоевала ни одной медали. Сборную страны представляли 14 спортсменов в 5 видах спорта.

## Состав сборной
Бокс
1. Джеймс Бадриан
2. Абе Беккер
3. Бриан ван Никерк
4. Юргенс ван Стаден

 Лёгкая атлетика
1. Терри Салливан
2. Сиприан Тсерива

 Парусный спорт
1. Алан Дэвид Батлер
2. Кристофер Бивэн

 Плавание
1. Линетт Купер
2. Мег Минерс
3. Дотти Сатклифф
4. Хилари Уилсон

 Прыжки в воду
1. Александра Моргенруд

 Стрельба
1. Билл Гулливер